# High School Musical 2 Soundtrack
High School Musical 2 er soundtracket til Disney-filmen High School Musical 2. Den blev udgivet den 15. august 2007 i Danmark, og den blev udgivet den 14. august 2007 i USA, Storbritannien og Asien osv.
Albummet blev en kæmpe kommerciel succes og gik direkte ind som nr. 1 på Billboard 200 og på salgslisterne for amazon.com og iTunes Store. Albummet solgte i USA 615.000 eksemplarer i løbet af den første uge, hvilket var det fjerdebedste første-uge salg siden målinger begyndte i 1991. I december 2007 havde albummet solgt mere end 6 millioner eksemplar i hele verden. I dag har albummet solgt mere end 7 millioner eksemplarer. 

## Numre
1. "What time is it?" (Alle) – 3:18
2. "Fabulous" (Sharpay, Ryan og Shappeterne) – 3:00
3. "Work This Out" (Alle udover Sharpay og Ryan) – 3:03
4. "You are the music in me" (Gabriella & Troy) – 3:26
5. "I don't Dance" (Ryan og Chad) – 3:37
6. "You are the music in me (Reprise)" (Sharpay and Troy) – 2:27
7. "Gotta Go My Own Way" (Gabriella & Troy) – 3:42
8. "Bet On It" (Troy) – 3:16
9. "Everyday" (Gabriella og Troy) – 4:38
10. "All for One" (Alle) – 4:13
11. "Humuhumunukunukua'Pua'a" (Sharpay og Ryan) – 3:08